# Mandra Antine

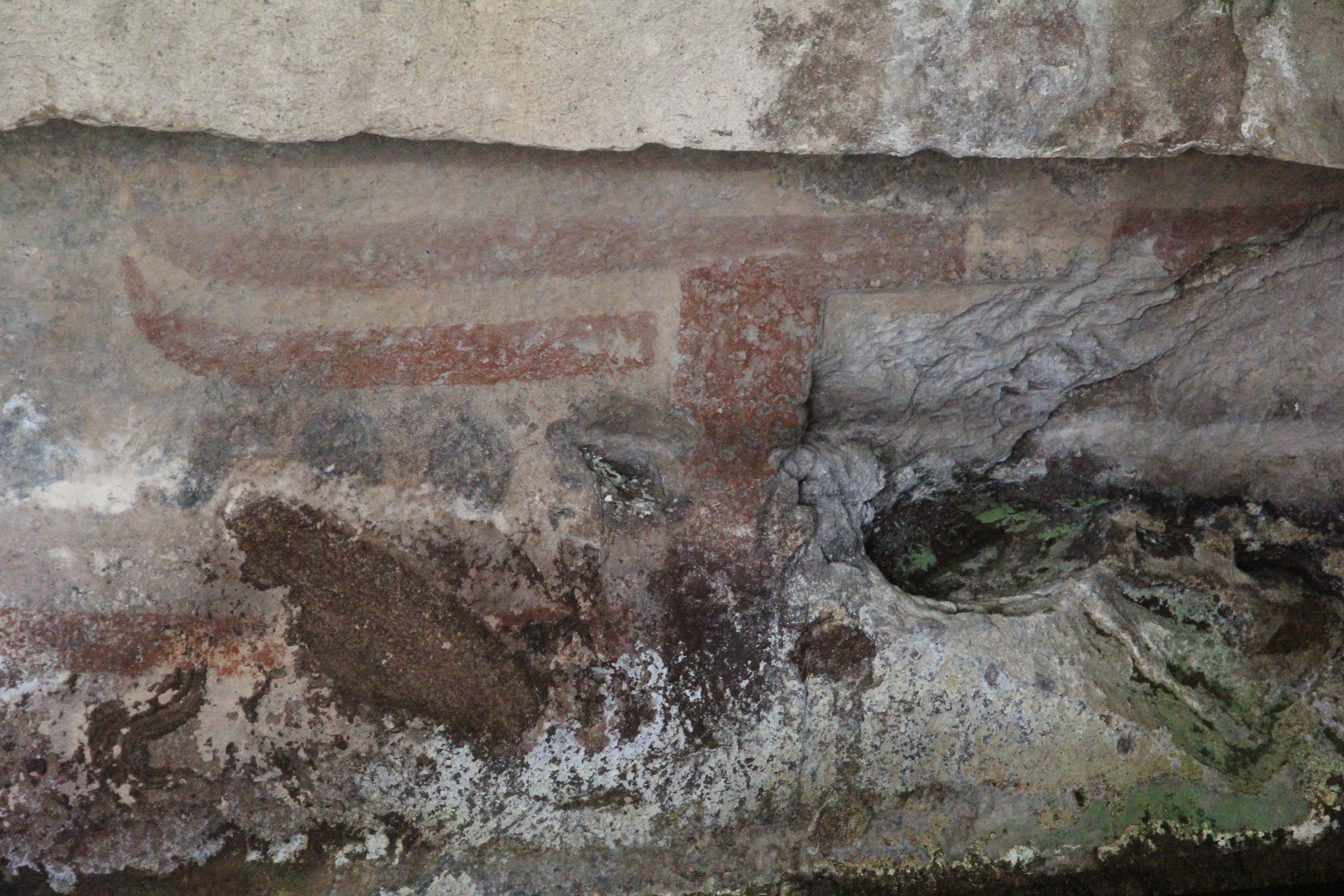
Mandra Antine

Mandra Antine liegt bei Thiesi in der Metropolitanstadt Sassari auf der italienischen Insel Sardinien.
Die unterirdische Anlage besteht aus vier Domus de Janas (Felsengräbern). Unter ihnen ragt das so genannte „bemalte Grab“ Nr. III heraus, das in seiner Art einzig auf der Insel ist. Die Anlage der Ozieri-Kultur entstand im Neolithikum etwa 3000 v. Chr. Sie ist zwar für das Publikum unzugänglich, aber einen Teil der Malereien kann man durch das Gitter erkennen. Kennzeichnend für einige dieser Anlagen sind in schwarz oder rot gemalte Hörnermotive (Bukranion). Die Darstellung im bemalten Grab von Mandra Antine gehört zu den komplexesten ihrer Art. Die Stierdarstellungen sind Elemente, die zu den antiken mediterranen Beerdigungsriten gehörten, über deren Bedeutung man aber nichts Genaues wissen. Die Abbildung des Stiergottes ist mit dem Konzept der Regeneration und Fruchtbarkeit in Verbindung zu bringen, das im Altertum immer das Konzept des Todes begleitet hat.

Mandra Antine
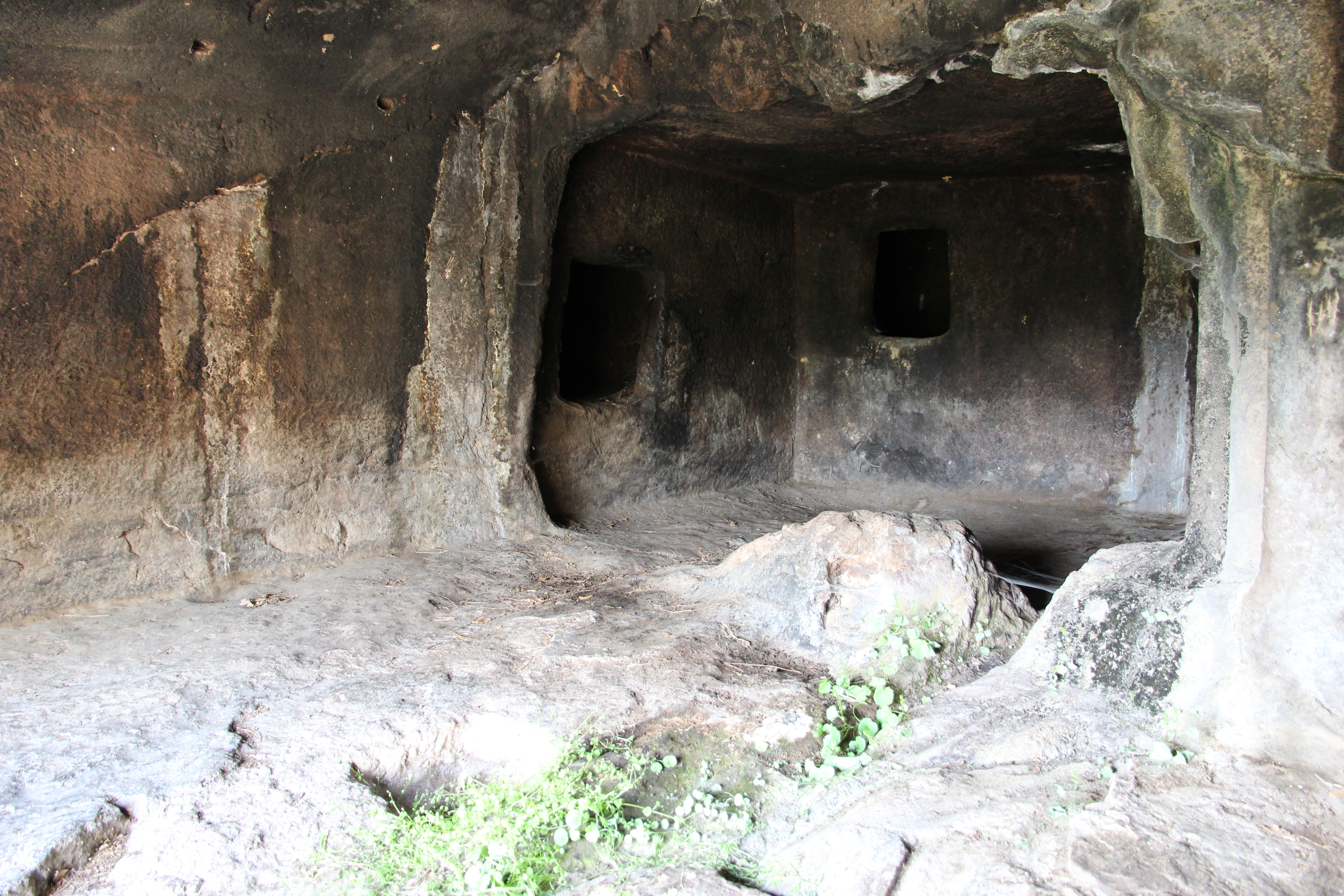
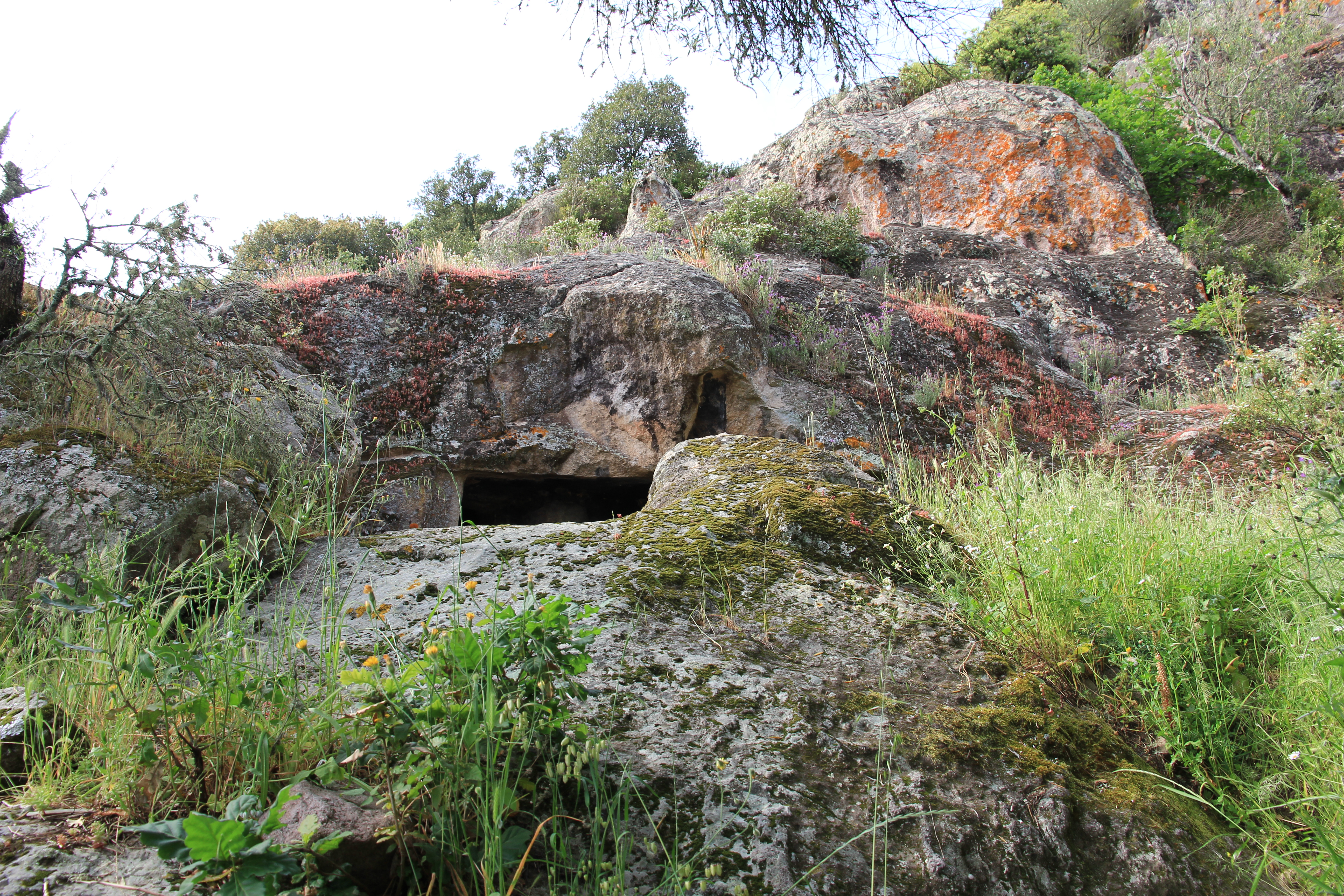
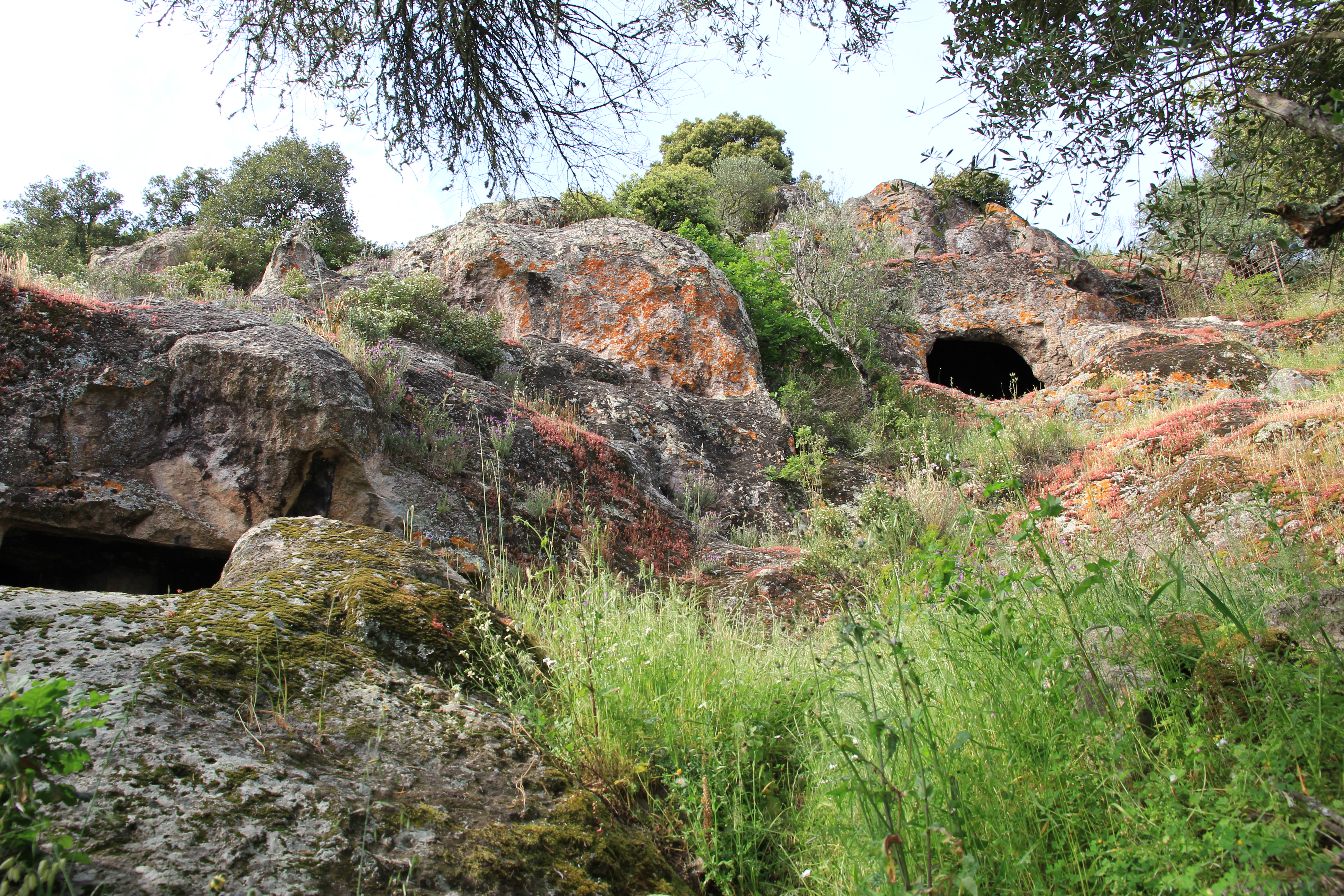

Die Anlage wurde 1961 ausgegraben, die Malereien sind vom Verfall bedroht.
In der Nähe liegt die Protonuraghe Front'e Mola.